# Атлас (фільм)
«Атлас» (англ. Atlas) — американський науково-фантастичний бойовик 2024 року режисера Бреда Пейтона за сценарієм Лео Сардаріана та Арона Елі Колейта. У фільмі зіграли Дженніфер Лопес, Симу Лю, Стерлінг К. Браун і Марк Стронг.
Фільм є спільним виробництвом кінокомпаній ASAP Entertainment, Safehouse Pictures, Nuyorican Productions і Berlanti-Schechter Films. Прем'єра відбулася на Netflix 24 травня 2024 року. Він отримав неоднозначні відгуки від критиків, але був успішним на Netflix, потрапивши до топ-10 списку у 93 країнах, у тому числі на перше місце у 71 з них.

## Сюжет
Атлас Шепард, аналітик із глибокою недовірою до штучного інтелекту, шукає Харлана, втікача-терориста ШІ, який 28 років тому очолював повстання зі штучним інтелектом, у результаті якого загинули 3 мільйони людей, перш ніж втекти у відкритий космос. Після того, як одного з агентів Харлана схопили та допитали, Атлас дізнається, що Харлан втік на планету в галактиці Андромеди, і наполягає на тому, щоб вона супроводжувала військову місію, щоб знайти та захопити його.
Перш ніж місія зможе стартувати з орбіти, корабель з військовими меха-рейнджерами атакують безпілотники Харлана. Щоб вижити, Атлас змушена сама сісти в меху і падає на планету, коли корабель знищується. Атлас вдається отримати базовий контроль над мехою, незважаючи на недовіру до бортового штучного інтелекту, який представляється Смітом. Атлас наказує Сміту прямувати до запланованої точки висадки, де вона знаходить решту рейнджерів мертвими. Вона неохоче погоджується на прямий зв'язок свого розуму зі Смітом, що дасть їй змогу краще контролювати меху. Коли вони прямують до рятувальної капсули, Атлас і Сміт починають зближуватися, і вона розповідає йому, що саме її мати створила Харлана.
Незважаючи на те, що в Атлас закінчується енергія, вона переконує Сміта відправитися на базу Харлана, щоб позначити ціль для дальнього удару. Однак після встановлення маяка на базі Сміта виводять з ладу, а Атлас захоплюють у полон і привозять до Харлана, який планує знищити більшу частину людства, щоб дати обраним вцілілим шанс процвітати під керівництвом штучного інтелекту. Для цього Харлан заманив Атлас та військових на свою планету, щоб викрасти корабель і вугільну бомбу, яка спалить атмосферу Землі.
Витягнувши з її мозку коди безпеки, щоб пройти крізь захист Землі, Харлан залишає Атлас помирати разом із полковником Бенксом, єдиним, хто вижив після місії. Після того, як Бенкс віддає їй свій меха-нейроінтерфейс, Атлас дистанційно реактивує Сміта, який приходить їм на допомогу. Атлас розповідає Сміт, що Харлан убив її матір після того, як переконав молоду Атлас об'єднати її розум зі своїм, що зробило його обізнаним про страх людства перед ШІ. Після того, як Сміт допомагає Атлас подолати почуття провини за скоєне, Атлас і Сміт вибираються на волю і знищують корабель Харлана, а потім перемагають його в рукопашній сутичці. Важко пошкоджений Сміт відключається, перш ніж Атлас вдається врятувати.
Повернувшись на Землю, Атлас дізнається, що процесор Харлана аналізується. Пізніше Атлас, тепер уже рейнджер, випробовує новітню модель меха, створену за її пропозиціями. Коли вона завантажує нову меху, його штучний інтелект видає себе за Сміта, що свідчить про те, що його програма збереглася.

## У ролях
- Дженніфер Лопес — Атлас Шепард
- Симу Лю — Харлан Шепард
- Стерлінг К. Браун — полковник Еліас Бенкс
- Грегорі Джеймс Коен — голос Сміта
- Абрахам Попула — Каска Децій
- Лана Паррія — Вел Шепард
- Марк Стронг — генерал Джейк Бут

## Виробництво
Сценарій спочатку був написаний Лео Сардаріаном, а Арон Елі Колейт переписав його. Симу Лю, Стерлінг К. Браун і Абрахам Попула приєдналися до акторського складу в серпні 2022 року. У вересні 2022 року повідомлялося, що до акторського складу приєдналася Лана Паррія.
Основні зйомки розпочалися 26 серпня 2022 року в Лос-Анджелесі та Новій Зеландії та завершилися 26 листопада.

## Випуск
Атлас був випущений на Netflix 24 травня 2024 року. Фільм дебютував на першому місці у списку найпопулярніших англомовних фільмів Netflix з 28,2 мільйонами переглядів, що зробило його найпопулярнішим фільмом за тиждень (20-26 травня). За перші три дні прокату фільм зібрав 56,3 мільйона годин перегляду. Атлас увійшов до топ-10 списку Netflix у 93 країнах і посів перше місце у 71 з них.
Станом на 5 червня 2024 року «Атлас» зібрав 60 мільйонів переглядів по всьому світу (або 119,4 мільйона годин перегляду), що робить його четвертим фільмом за участю Лопес, який очолив стрімінгові чарти за два роки, після «Нестримного весілля» (2022), «Мати» (2023), та This Is Me... Now: A Love Story (2024), і другий за популярністю фільм Лопес на Netflix. Коефіцієнт завершення перегляду «Атласу» склав 80 %.

## Сприйняття
На сайті-агрегаторі рецензій Rotten Tomatoes 19% зі 108 відгуків критиків є позитивними, із середньою оцінкою 3,8/10. Консенсус на сайті такий: «Дженніфер Лопес чудово справляється з сейсмічним масштабом “Атласу”, але це науково-фантастичне видовище прогинається під вагою сценарію, чий інтелект є суто штучним». Metacritic, який використовує середньозважену оцінку, поставив фільму 37 балів зі 100, спираючись на відгуки 27 критиків, що свідчить про «загалом несприятливі» рецензії. Глядачі Netflix оцінили фільм на 51% на основі понад 500 оцінок від перевірених користувачів.
The New York Times пише у своїй рецензії: «Це інтригуюча концепція, оскільки відкритим питанням як на екрані, так і в реальному житті є те, чи є ШІ за своєю суттю добрим, чи поганим, чи нейтральним, чи якимось іншим, четвертим, якому ми ще не придумали слова». The New York Times також високо оцінили гру Лопес у фільмі, написавши: «Лопес, яка також була продюсером фільму, з головою занурюється в роль, і це особливо вражає, враховуючи, що вона здебільшого сама по собі». Space.com написали у схвальній рецензії: «Фільм може похвалитися вражаючою грою завдяки приємному акторському складу, натхненними екшн-сценами та захоплюючими візуальними ефектами, які впевнено очолює енергійний режисер, який розуміє куленепробивну механіку традиційної триактної структури». У змішаному відгуку The Guardian написали, що від Атласа «таке відчуття, ніби його було створено двадцять років тому».